# Linz Hauptbahnhof
Der Linzer Hauptbahnhof ist zentraler Teil der Nahverkehrsdrehscheibe Linz. Hier werden Fern- und Nahverkehrsstrecken der ÖBB (Westbahn, Pyhrnbahn, Summerauerbahn) mit der Linzer Lokalbahn, der Straßenbahn Linz, dem Oberleitungsbus Linz, den städtischen Omnibussen sowie den regionalen Postbus-Linien verbunden.
Mit 48.418 Ein- und Aussteigenden pro Tag zählt er zu den meistfrequentierten Durchgangsbahnhöfen Österreichs.
Der IATA-Code für den Bahnhof ist LZS.

## Geschichte
Das erste Gebäude im romantischen Stil entstand bis 1858 auf den Gründen des ehemaligen Gesselböckhofes. Ab dem 12. Februar 1891 wurde der Bahnhof elektrisch beleuchtet. Geplante Umbauten bis 1920 wurden nie verwirklicht und erst 1931 wurde durch den Architekten Anton Wilhelm mit einer Erweiterung begonnen. Ein Umbau in Stahlbeton-Skelettbauweise wurde 1936 fertiggestellt; damals erhielt der Bahnhof eine hohe (Abfahrts-)Halle mit schmal-hohen Fenstern.
Bereits 1938 folgten Planungen für einen neuen Standort im Zuge der Umbauten zur Führerstadt, die nie verwirklicht wurden. Damals war ein neuer Bahnhof südlich des Bulgariplatzes in etwa auf dem Areal des heutigen Wagner-Jauregg-Spitals Neuromed-Campus geplant.
Nach den Zerstörungen des Zweiten Weltkriegs erfolgte zwischen 1946 und 1954 der Wiederaufbau des etwa zu 70 Prozent zerstörten Bahnhofs, wiederum durch Architekt Anton Wilhelm am selben Standort und unter Einbeziehung des Vorkriegsbestands. Der Bahnhof wurde am 3. Oktober 1949 samt Bahnhofsanlagen eröffnet, abgeschlossen waren die Arbeiten des gesamten Areals erst 1955.
Das derzeitige Gebäude mit von gebündelten Stahlstreben getragenem Dach wurde anstelle des Nachkriegsbaus errichtet und 2004 nach zweijähriger Bauzeit eröffnet. Architekt ist Wilhelm Holzbauer. Dieser Neubau ist gegenüber dem Altbau um etwa zehn Meter in Richtung Kärntner Straße verschoben, um Platz für die Einbindung der Linzer Lokalbahn (LILO) zu schaffen, welche im November 2005 vollendet wurde.

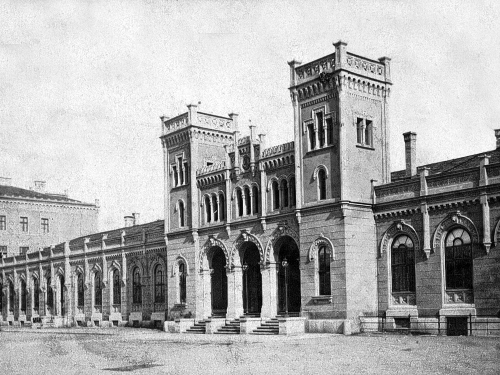
Der Kaiserin-Elisabeth-Bahnhof war das erste Hauptbahnhofsgebäude (um 1860)
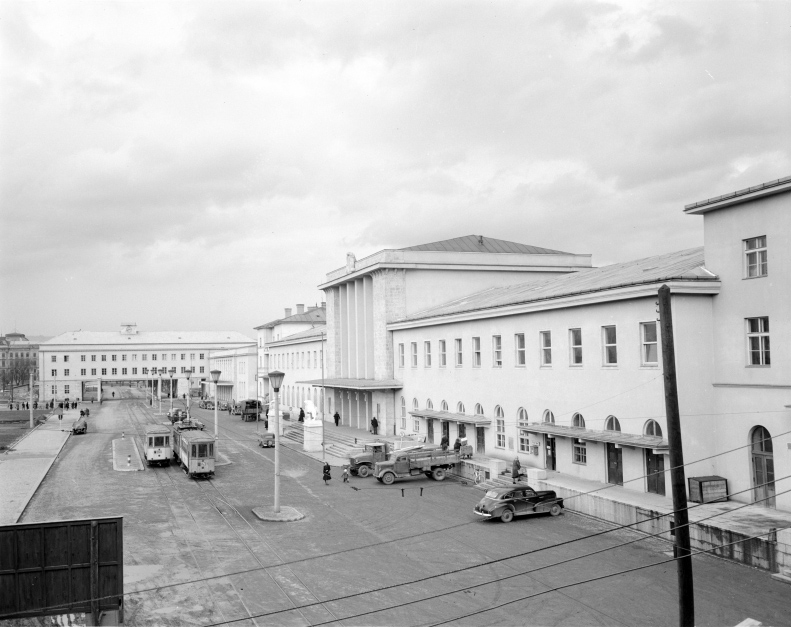
Vorplatz und Bahnhofsgebäude (1950)
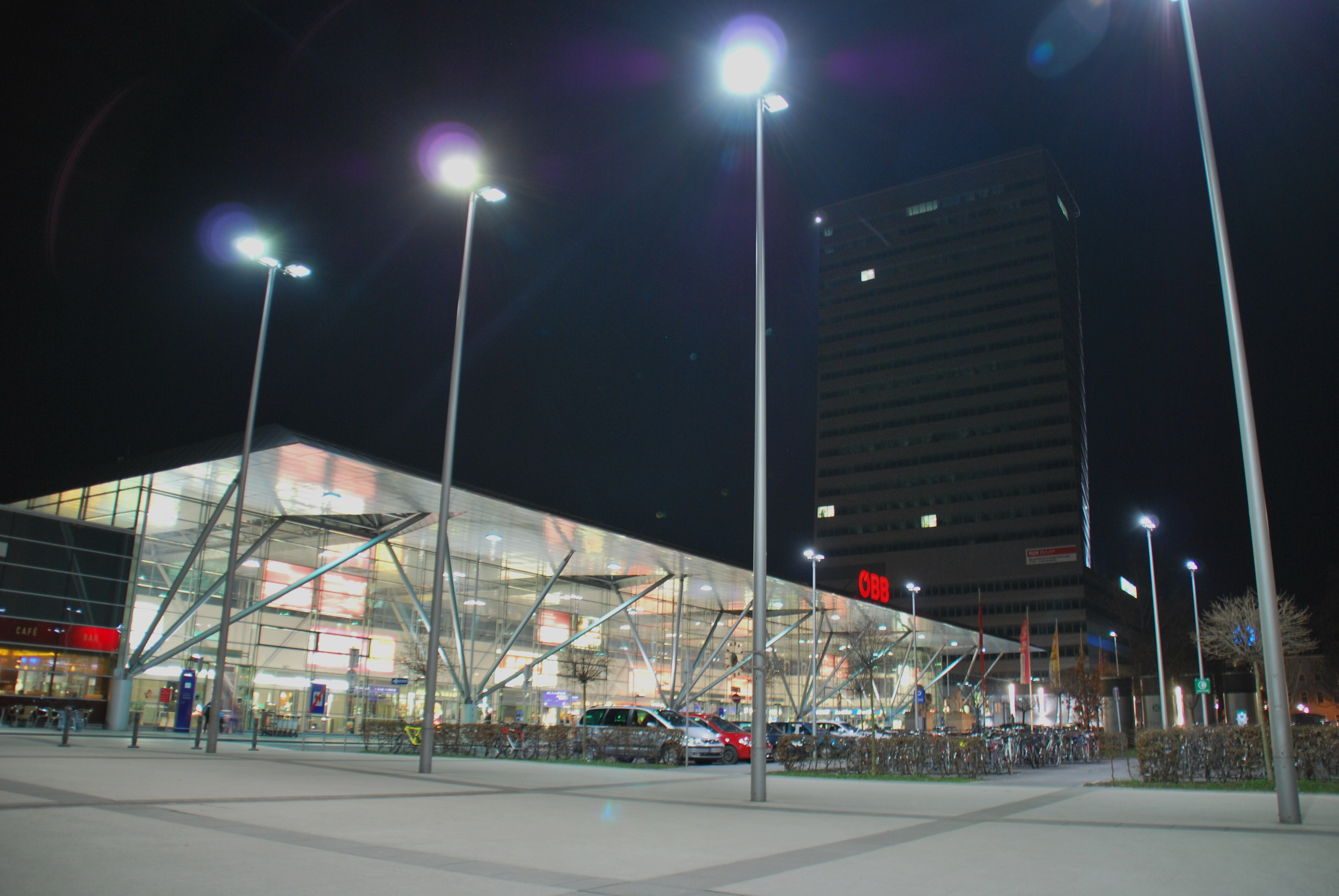
Das heutige Bahnhofsgebäude (2010)

## Heutiges Bahnhofsgebäude

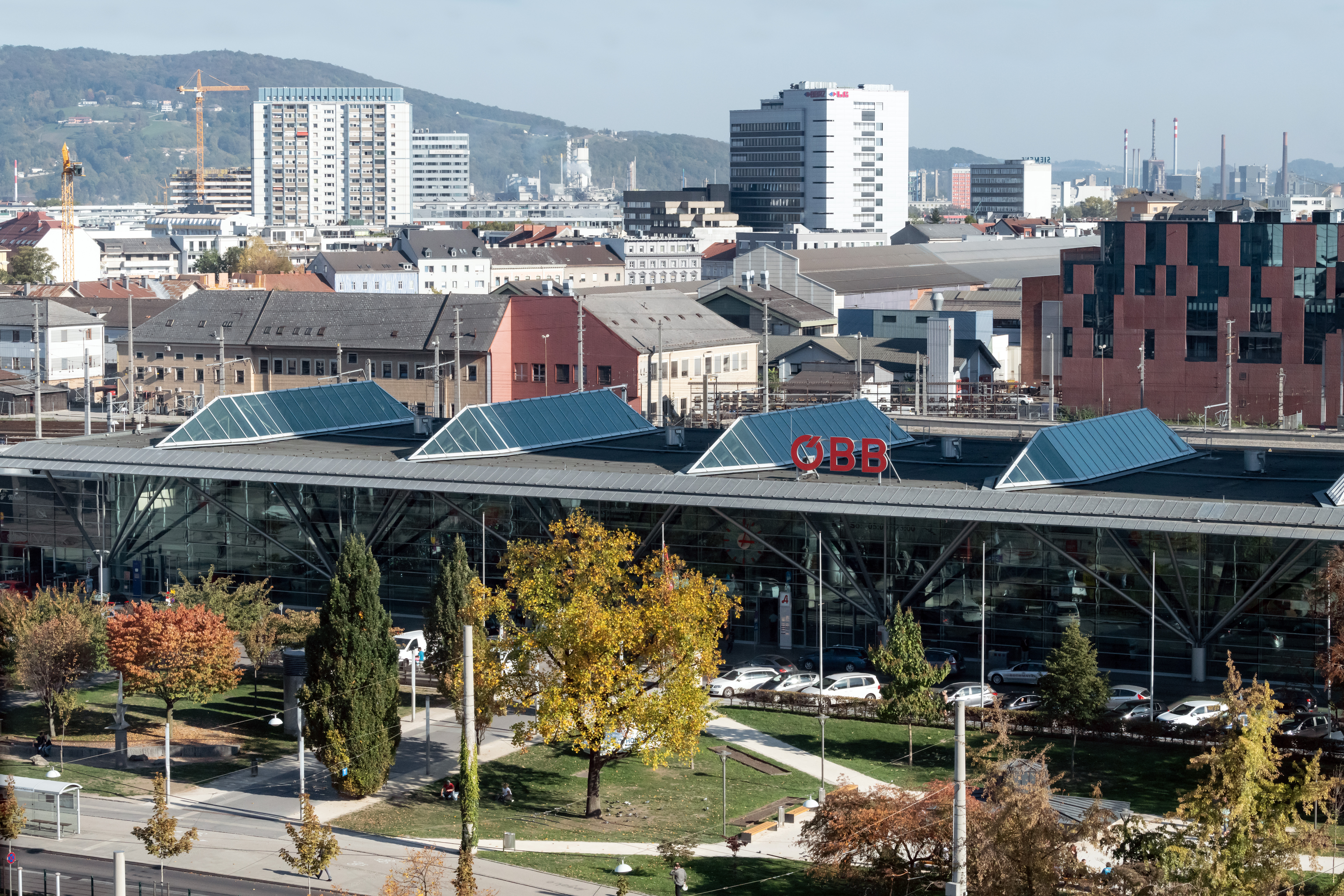
Das Bahnhofsgebäude 2018

Das heutige Bahnhofsgebäude ist in drei Ebenen strukturiert. Der Haupteingang ist im ebenerdigen Obergeschoß neben dem Taxistand und bietet ebenfalls die Verbindung zum Busterminal. Ebenso stehen die beiden Löwen aus schwarzem Stein vor dem Haupteingang, die bereits den Eingang des Vorgängerbaus kennzeichneten. Im Busterminal sind neben den Postbussen auch einige Bus- und O-Buslinien der Linz Linien sowie Regionalbusse der Firma Welser aus Traun, die Linz mit den Nachbargemeinden Traun und Ansfelden verbinden. Die Bahnsteige sind über das Mittelgeschoß zu erreichen. Hier befinden sich neben Kassenbereich der ÖBB, Information und ÖBB Clublounge auch Geschäfte und Restaurants. Im Untergeschoß werden alle vier Linien der Linzer Straßenbahn und ein Parkhaus unterirdisch angebunden. Aufgrund kurzer Umsteigewege, großzügiger Gestaltung und hellem Ambiente wurde das Gebäude zwischen 2005 und 2011 sieben Mal in Folge vom Verkehrsclub Österreich mit dem Titel Schönster Bahnhof Österreichs ausgezeichnet und erreichte 2012 und 2013 jeweils den zweiten Platz. Zuvor rangierte der Bahnhof unter den letzten fünf Österreichs.

### Einrichtungen am Bahnhof
- Resch&Frisch
- McDonald’s
- Bäckerei Kandur
- Leberkas Pepi
- LE CROBAG
- AMS JobExpress
- BVAEB Versicherungsanstalt
- Klipp Friseur
- ÖBB Reisebüro
- ÖBB Lost & Found
- ESCHTAR – Handy, PC & More
- BVAEB Zahnambulatorium
- Tabak Trafik Horn
- Tabak Trafik Rachle
- Tabak Trafik Gröbner
- PRESS & BOOKS
- SPAR
- Time – City Apotheke
- BIPA
- WESTBahn Shop
- stellwerk Cafe – Bistro
- Raiffeisen Landesbank
- Bier Kanzlei
- Tchibo
- people's bar[8][9][10]

## Bahnsteige
Zurzeit (2015) können am Linzer Hauptbahnhof Züge an 14 Bahnsteigen halten, wobei die Bahnsteige 21 und 1 für die Züge der Linzer Lokalbahn vorgesehen sind. Die Bahnsteige entsprechen auf Grund der Bahnhofsoffensive dem aktuellen Stand und sind mit Liften bzw. Rolltreppen ausgestattet. Alle Bahnsteige, mit Ausnahme von Bahnsteig 22, sind Durchgangsbahnsteige.

## Straßenbahnstation

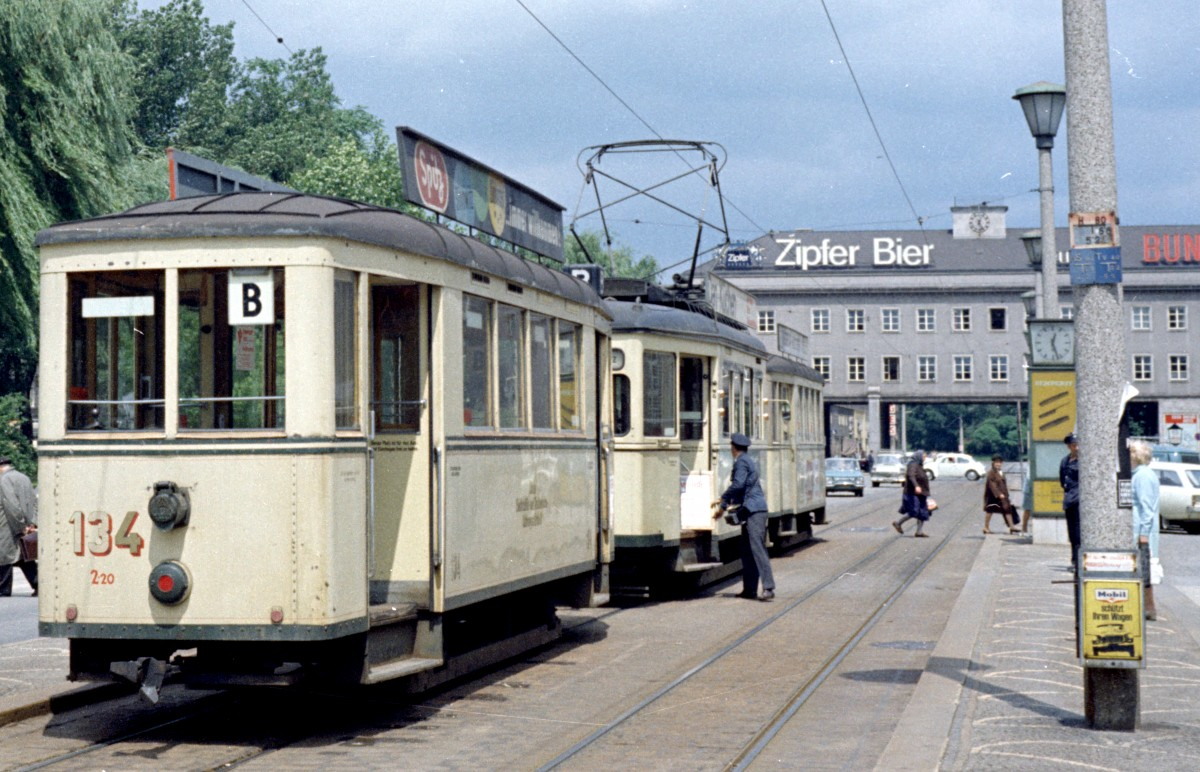
Endstelle der Straßenbahnlinie B (später: 3) am Bahnhofsvorplatz, Züge wurden bis etwa 1985 hier gestürzt (1971)

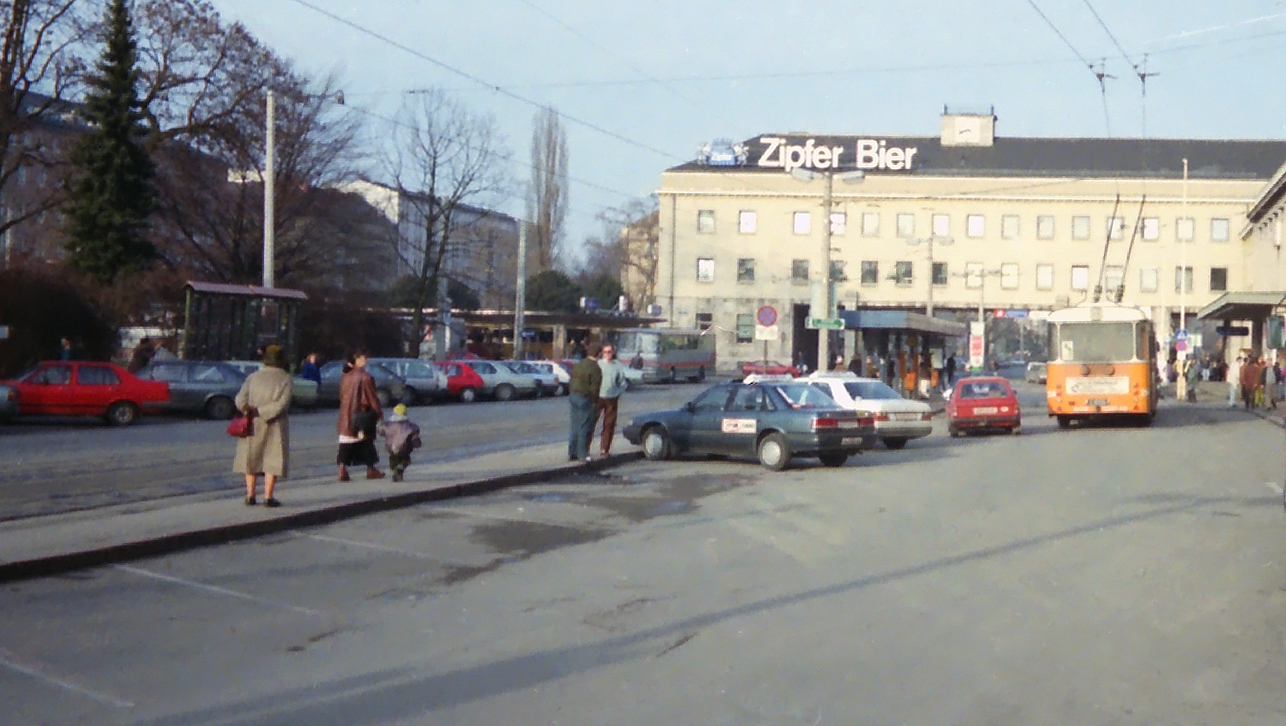
Vorplatz mit Haltestelle der Straßenbahnlinie 3 (Schleife im Park links) und Oberleitungsbuslinie 21 (1992)

Mit der Bahnhofsoffensive wurden einige Änderungen im ÖPNV sichtbar. Bis 2004 wurde der Hauptbahnhof oberirdisch nur von der Straßenbahnlinie 3 angefahren. Die Linien 1 und 2 fuhren etwas abseits in der Wienerstraße (ehem. Kreisverkehr Blumau). Die Strecke wurde zwischen Goethekreuzung und Herz Jesu Kirche unterirdisch, abseits der alte Strecke, verlegt. Somit fuhren die Linien 1 und 2 zusätzlich zum Hauptbahnhof. Die oberirdische Gleisstrecke Blumauerplatz – Herz-Jesu-Kirche wurde bis 2009 abgerissen, die frühere Trasse als Einkaufsstraße neu gestaltet. Somit ist von der alten Strecke nichts mehr zu sehen, da auch die Straße umgelegt und das Musiktheater auf einem Teil dieser neu gebaut wurde.
Die Haltestelle Hauptbahnhof ist nun 86 m lang und bietet Platz für zwei Cityrunner hintereinander. An beiden Enden der Station befinden sich Umkehrschleifen, die bei Veranstaltungen auf der Landstraße sowie vor der Verlängerung der Linie 3 genutzt werden. Hier befindet sich auch die Abzweigung der Linien 3 und 4 Richtung Traun, die anfangs unterirdisch geführt wird.

## Busterminal
2004 wurde das Busterminal östlich des Hauptbahnhofes errichtet und das alte in der Nähe der Bahnhofpost verlor an Bedeutung. Der neue Busbahnhof liegt unter dem LDZ (Landesdienstleistungszentrum) und ist ebenerdig. Im Busterminal gibt es drei lange Bussteige, wo die Busse der Linz Linien, Postbus und Wilhelm Welser Traun aufeinander treffen. Das Busterminal ist insgesamt 200 Meter lang und 50 Meter breit.

## Nahverkehr
Der Linzer Hauptbahnhof ist ein wichtiger Haltepunkt im gesamten oberösterreichischen Nahverkehr.

### S-Bahn Oberösterreich
| Linie                 | Strecke                                                                                          | Takt                                                     |
| --------------------- | ------------------------------------------------------------------------------------------------ | -------------------------------------------------------- |
| S-Bahn Oberösterreich | Linz Hbf – St. Valentin – Steyr – Garsten – (Kleinreifling – Selzthal)                           | Halbstundentakt (Mo.–Fr.), Stundentakt (täglich)         |
| S-Bahn Oberösterreich | Linz Hbf – Wels Hbf – (Salzburg Hbf)                                                             | Stundentakt                                              |
| S-Bahn Oberösterreich | Linz Hbf – Linz Franckstraße – Pregarten – (Summerau – Budweis)                                  | Halbstundentakt (Mo.–Fr. zur HVZ), Stundentakt (täglich) |
| S-Bahn Oberösterreich | Linz Hbf – Traun – Kirchdorf/Krems – (Selzthal)                                                  | Halbstundentakt (Mo.–Fr. zur HVZ), Stundentakt (täglich) |
| S-Bahn Oberösterreich | Linz Hbf – Alkoven – Eferding – (Niederspaching – 1. Kurs: Peuerbach; 2. Kurs: Neumarkt-Kallham) | Halbstundentakt (Mo.–Fr.), Stundentakt (täglich)         |

### Regionalverkehr Oberösterreich
| Liniennummer | Strecke | Takt                                                                 |
| ------------ | --- | -------------------------------------------------------------------- |
| 2            | Linz Hbf – Wels Hbf – Vöcklabruck – Salzburg Hbf                                                                           | einzelne Züge Mo.–Fr. zur HVZ                                        |
| 4            | Linz Hbf – Kirchdorf – Selzthal – (Liezen)                                                                                 | Zweistundentakt                                                      |
| 33           | Linz Hbf – Enns – Perg – Grein-Bad Kreuzen – (St. Nikola-Struden)                                                          | ungefährer Zweistundentakt Mo.–Fr., zusätzliche Züge Mo.–Fr. zur HVZ |
| 50           | Linz Hbf – Wels Hbf – Neumarkt-Kallham – Schärding – Passau Hbf                                                            | Stundentakt mit Lücken, zusätzliche Züge Mo.–Fr. zur HVZ             |
| 51           | Linz Hbf – Wels Hbf – Ried im Innkreis – Braunau am Inn – Simbach am Inn                                                   | einzelne Züge                                                        |
| 70           | Linz Hbf – Wels Hbf – Attnang-Puchheim – Gmunden – Bad Ischl – Obertraun-Dachsteinhöhlen – (Bad Aussee – Stainach-Irdning) | einzelne Züge                                                        |

## Fernverkehr
Aufgrund des Einsatzes der von der Westbahn übernommenen Stadler-KISS-Wagengarnituren auf der neuen deutschen Intercity-Linie zwischen Dresden und Rostock kommt es zu einer nächtlichen Überführungsfahrt vom Werk in Wien auf die besagte Strecke. Wegen dieser Fahrt profitiert seit März 2020 der Bahnhof Linz um einen weiteren internationalen Intercity-Halt.
| Linie/ Zuggattung | Strecke | Strecke | Strecke | Fahrzeugmaterial | Taktfrequenz                        | Betreiber |
| ----------------- | --- | --- | --- | ---------------- | ----------------------------------- | --------- |
| WB                | ((Stuttgart – Ulm – Augsburg –) München – München Ost – Rosenheim –) | Salzburg – Attnang-Puchheim – Wels – Linz – Amstetten – St. Pölten – Wien Hütteldorf – Wien Westbahnhof | Salzburg – Attnang-Puchheim – Wels – Linz – Amstetten – St. Pölten – Wien Hütteldorf – Wien Westbahnhof | Stadler KISS     | (Zwei-)Stundentakt mit 2 Taktlücken | Westbahn  |
| WB                | ((Lindau – Bregenz –) Innsbruck – Wörgl – Kufstein –) | Salzburg – Attnang-Puchheim – Wels – Linz – Amstetten – St. Pölten – Wien Hütteldorf – Wien Westbahnhof | Salzburg – Attnang-Puchheim – Wels – Linz – Amstetten – St. Pölten – Wien Hütteldorf – Wien Westbahnhof | Stadler KISS     | (Zwei-)Stundentakt mit 2 Taktlücken | Westbahn  |
| WB                | Salzburg – (Seekirchen – Neumarkt – Straßwalchen –) Attnang-Puchheim – Wels – Linz – Amstetten – St. Pölten – Wien Hütteldorf – Wien West | Salzburg – (Seekirchen – Neumarkt – Straßwalchen –) Attnang-Puchheim – Wels – Linz – Amstetten – St. Pölten – Wien Hütteldorf – Wien West | Salzburg – (Seekirchen – Neumarkt – Straßwalchen –) Attnang-Puchheim – Wels – Linz – Amstetten – St. Pölten – Wien Hütteldorf – Wien West | Stadler KISS     | Stundentakt                         | Westbahn  |
| RJX               | (Bratislava – Bratislava Nove Mesto – Bratislava-Petrzalka – ) | Wien Flughafen – Wien – St. Pölten – Linz – Salzburg | – Kufstein – Wörgl – Innsbruck – Ötztal – Landeck-Zams – St. Anton – Bludenz – Feldkirch – Buchs SG – Sargans – Zürich | Railjet          | Stundentakt                         | ÖBB       |
| RJX               | (Bratislava – Bratislava Nove Mesto – Bratislava-Petrzalka – ) | Wien Flughafen – Wien – St. Pölten – Linz – Salzburg | – Kufstein – Wörgl – Innsbruck | Railjet          | Stundentakt                         | ÖBB       |
| RJX               | (Budapest-Ostbahnhof – Budapest-Kelenföld – Tatabanya – Györ – Mosonmagyarovar – Hegyeshalom –) | Wien Flughafen – Wien – St. Pölten – Linz – Salzburg | | Railjet          | Stundentakt                         | ÖBB       |
| RJX               | – Wörgl – Jenbach – Innsbruck – Imst-Pitztal – Landeck-Zams – Langen – Bludenz – Feldkirch – Dornbirn – Bregenz | Wien Flughafen – Wien – St. Pölten – Linz – Salzburg | | Railjet          | Stundentakt                         | ÖBB       |
| RJX               | – Kufstein – Wörgl – Innsbruck – Brenner – Sterzing-Pfitsch – Franzensfeste – Brixen – Bozen | Wien Flughafen – Wien – St. Pölten – Linz – Salzburg | | Railjet          | Stundentakt                         | ÖBB       |
| RJX               | – Rosenheim – München | Wien Flughafen – Wien – St. Pölten – Linz – Salzburg | | Railjet          | Stundentakt                         | ÖBB       |
| RJ                | (Klagenfurt – Pörtschach – Velden – Villach – Spittal-Millstättersee – Mallnitz-Obervellach – Bad Gastein – Bad Hofgastein – Dorfgastein – Schwarzach-St.Veit – St. Johann – Bischofshofen – Golling-Abtenau – ) | (Klagenfurt – Pörtschach – Velden – Villach – Spittal-Millstättersee – Mallnitz-Obervellach – Bad Gastein – Bad Hofgastein – Dorfgastein – Schwarzach-St.Veit – St. Johann – Bischofshofen – Golling-Abtenau – ) | Salzburg – Neumarkt – Vöcklabruck – Attnang-Puchheim – Wels – Linz – St. Valentin – Amstetten – St. Pölten – Tullnerfeld – Wien Meidling – Wien ( – Wien Flughafen) | Railjet          | Stundentakt                         | ÖBB       |
| RJ                | ((Frankfurt – Langen – Darmstadt – Bensheim – Weinheim – Heidelberg – Wiesloch-Walldorf – Stuttgart – Ulm – Biberach – Aulendorf – Ravensburg – Friedrichshafen – Lindau – ) | Bregenz – Dornbirn – Feldkirch – Bludenz – Langen – Landeck-Zams – Imst-Pitztal – Innsbruck – Jenbach – Wörgl – ) | Salzburg – Neumarkt – Vöcklabruck – Attnang-Puchheim – Wels – Linz – St. Valentin – Amstetten – St. Pölten – Tullnerfeld – Wien Meidling – Wien ( – Wien Flughafen) | Railjet          | Stundentakt                         | ÖBB       |
| ICE 91            | Dortmund – Hagen – Wuppertal – Solingen – | Köln Messe/Deutz – / Köln – Bonn – Koblenz – Mainz – Frankfurt Flughafen – Frankfurt – Hanau – | Würzburg – Nürnberg – Regensburg – Plattling – Passau – Linz – St. Pölten – Wien | ICE-T            | Zweistundentakt                     | ÖBB       |
| ICE 91            | Dortmund – Bochum – Essen – Duisburg – Düsseldorf – | Köln Messe/Deutz – / Köln – Bonn – Koblenz – Mainz – Frankfurt Flughafen – Frankfurt – Hanau – | Würzburg – Nürnberg – Regensburg – Plattling – Passau – Linz – St. Pölten – Wien | ICE-T            | Zweistundentakt                     | ÖBB       |
| ICE 91            | Hamburg-Altona – Hamburg-Dammtor – Hamburg – Hamburg-Harburg – Hannover – Göttingen – Kassel-Wilhelmshöhe – Fulda – | | Würzburg – Nürnberg – Regensburg – Plattling – Passau – Linz – St. Pölten – Wien | ICE-T            | Zweistundentakt                     | ÖBB       |
| ICE 91            | Hamburg – Berlin – Bitterfeld – Halle – Erfurt – Coburg – Nürnberg – Regensburg – Passau – Linz – Wien | Hamburg – Berlin – Bitterfeld – Halle – Erfurt – Coburg – Nürnberg – Regensburg – Passau – Linz – Wien | Hamburg – Berlin – Bitterfeld – Halle – Erfurt – Coburg – Nürnberg – Regensburg – Passau – Linz – Wien | ICE-T            | zwei Zugpaare täglich               | ÖBB       |
| EC                | Linz – Pregarten – Kefermarkt – (Lasberg-St. Oswald –) – Freistadt – Summerau – Rybnik – Kaplice – Velesin mesto – Ceske Budejovice – (Veseli nad Luznici –) Tabor – (Benesov u Prahy –) Praha hlavní nádraží (– Praha-Holešovice) | Linz – Pregarten – Kefermarkt – (Lasberg-St. Oswald –) – Freistadt – Summerau – Rybnik – Kaplice – Velesin mesto – Ceske Budejovice – (Veseli nad Luznici –) Tabor – (Benesov u Prahy –) Praha hlavní nádraží (– Praha-Holešovice) | Linz – Pregarten – Kefermarkt – (Lasberg-St. Oswald –) – Freistadt – Summerau – Rybnik – Kaplice – Velesin mesto – Ceske Budejovice – (Veseli nad Luznici –) Tabor – (Benesov u Prahy –) Praha hlavní nádraží (– Praha-Holešovice) | IC-Wagen         | vier Zugpaare                       | ÖBB       |
| EC                | Hegyeshalom – Wien – Wien-Meidling – St. Pölten – Linz – Wels – Salzburg | Hegyeshalom – Wien – Wien-Meidling – St. Pölten – Linz – Wels – Salzburg | Hegyeshalom – Wien – Wien-Meidling – St. Pölten – Linz – Wels – Salzburg | IC-Wagen         | ein Zug                             | ÖBB       |
| IC 87             | Salzburg – Neumarkt – Vöcklabruck – Attnang-Puchheim – Wels – Linz – St. Valentin – Amstetten – St. Pölten – Tullnerfeld – Wien-Meidling – Wien | Salzburg – Neumarkt – Vöcklabruck – Attnang-Puchheim – Wels – Linz – St. Valentin – Amstetten – St. Pölten – Tullnerfeld – Wien-Meidling – Wien | Salzburg – Neumarkt – Vöcklabruck – Attnang-Puchheim – Wels – Linz – St. Valentin – Amstetten – St. Pölten – Tullnerfeld – Wien-Meidling – Wien | Stadler KISS     | ein Zugpaar                         | ÖBB       |
| D                 | Salzkammergut Stainach-Irdning – Tauplitz – Bad Metterndorf – Kainisch – Bad Aussee – Obertraun-Dachsteinhöhlen – Hallstatt – Steeg-Gozau – Bad Goisern – Bad Ischl – Ebensee – Altermünster – Gmunden – Attnang-Puchheim – Linz – St. Pölten – Wien Hütteldorf – Wien Westbahnhof | Salzkammergut Stainach-Irdning – Tauplitz – Bad Metterndorf – Kainisch – Bad Aussee – Obertraun-Dachsteinhöhlen – Hallstatt – Steeg-Gozau – Bad Goisern – Bad Ischl – Ebensee – Altermünster – Gmunden – Attnang-Puchheim – Linz – St. Pölten – Wien Hütteldorf – Wien Westbahnhof | Salzkammergut Stainach-Irdning – Tauplitz – Bad Metterndorf – Kainisch – Bad Aussee – Obertraun-Dachsteinhöhlen – Hallstatt – Steeg-Gozau – Bad Goisern – Bad Ischl – Ebensee – Altermünster – Gmunden – Attnang-Puchheim – Linz – St. Pölten – Wien Hütteldorf – Wien Westbahnhof |                  | ein Zugpaar täglich                 | ÖBB       |
| IC                | Linz – Traun – Neuhofen/Krems – Rohr-Bad Hall – Kremsmünster – Kirchdorf/Krems – Micheldorf – Hinterstoder – Windischgarsten – Selzthal – Stadt Rottenmann – Leoben – Graz | Linz – Traun – Neuhofen/Krems – Rohr-Bad Hall – Kremsmünster – Kirchdorf/Krems – Micheldorf – Hinterstoder – Windischgarsten – Selzthal – Stadt Rottenmann – Leoben – Graz | Linz – Traun – Neuhofen/Krems – Rohr-Bad Hall – Kremsmünster – Kirchdorf/Krems – Micheldorf – Hinterstoder – Windischgarsten – Selzthal – Stadt Rottenmann – Leoben – Graz |                  | fünf Zugpaare                       | ÖBB       |
| IC 17             | Wienerwald (Warnemünde –) Rostock – Waren – Neustrelitz – Oranienburg – Berlin Gesundbrunnen – Berlin – Berlin Südkreuz – Lutherstadt Wittenberg – Bitterfeld – Halle – Leipzig – Naumburg – Jena Paradies – Jena-Göschwitz – Saalfeld – Lichtenfels – Bamberg – Erlangen – Fürth – Nürnberg – Regensburg – Straubing – Plattling – Passau – Schärding – Wels – Linz – St. Pölten – Wien Meidling – Wien | Wienerwald (Warnemünde –) Rostock – Waren – Neustrelitz – Oranienburg – Berlin Gesundbrunnen – Berlin – Berlin Südkreuz – Lutherstadt Wittenberg – Bitterfeld – Halle – Leipzig – Naumburg – Jena Paradies – Jena-Göschwitz – Saalfeld – Lichtenfels – Bamberg – Erlangen – Fürth – Nürnberg – Regensburg – Straubing – Plattling – Passau – Schärding – Wels – Linz – St. Pölten – Wien Meidling – Wien | Wienerwald (Warnemünde –) Rostock – Waren – Neustrelitz – Oranienburg – Berlin Gesundbrunnen – Berlin – Berlin Südkreuz – Lutherstadt Wittenberg – Bitterfeld – Halle – Leipzig – Naumburg – Jena Paradies – Jena-Göschwitz – Saalfeld – Lichtenfels – Bamberg – Erlangen – Fürth – Nürnberg – Regensburg – Straubing – Plattling – Passau – Schärding – Wels – Linz – St. Pölten – Wien Meidling – Wien | Stadler KISS     | ein Zugpaar                         | ÖBB       |
| D                 | Linz – (Amstetten –) St. Pölten – (Tullnerfeld –) Wien Meidling – Wien | Linz – (Amstetten –) St. Pölten – (Tullnerfeld –) Wien Meidling – Wien | Linz – (Amstetten –) St. Pölten – (Tullnerfeld –) Wien Meidling – Wien |                  | zwei Zugpaare Mo.–Fr.               | ÖBB       |

### Nachtverkehr
Seit dem 19. Jänner 2020 bietet die ÖBB auch einen Nachtzug zwischen Wien und Brüssel an. Seit der Wiederaufnahme des Nachtverkehrs während der Pandemie fand auch die erste Weiterfahrt von Düsseldorf nach Amsterdam statt.
| Zuggattung Zugnummer | Strecke | Strecke | Fahrzeugmaterial | Taktfrequenz | Betreiber |
| -------------------- | --- | --- | ---------------- | ------------ | --------- |
| NJ 490/491           | Wien – Wien Meidling – St. Pölten – Linz – Wels – Passau – Regensburg – Nürnberg –                                                                           | Würzburg – Hannover – Hamburg | ÖBB Nightjet     | ein Zugpaar  | ÖBB       |
| NJ 40490/40421       | Wien – Wien Meidling – St. Pölten – Linz – Wels – Passau – Regensburg – Nürnberg –                                                                           | Frankfurt (Süd) – Frankfurt Flughafen – Mainz – Koblenz – Bonn – Köln – Düsseldorf – Arnhem – Utrecht – Amsterdam                                            | ÖBB Nightjet     | ein Zugpaar  | ÖBB       |
| NJ 50490             | Wien – Wien Meidling – St. Pölten – Linz – Wels – Passau – Regensburg – Nürnberg –                                                                           | Aachen – Liège-Guillemins – Brüssel-Nord – Brüssel-Süd/Brüssel-Mitte                                                                                         | ÖBB Nightjet     | ein Zugpaar  | ÖBB       |
| NJ 466/467           | Wien – Wien Meidling – St. Pölten – Amstetten – Linz – Wels – Attnang-Puchheim – Salzburg –                                                                  | Innsbruck – Landeck-Zams – Bludenz – Feldkirch – Buchs – Zürich                                                                                              | ÖBB Nightjet     | ein Zugpaar  | ÖBB       |
| NJ 40466/40236       | Wien – Wien Meidling – St. Pölten – Amstetten – Linz – Wels – Attnang-Puchheim – Salzburg –                                                                  | Bischofshofen – Villach – Udine – Venedig Mestre – Venedig                                                                                                   | ÖBB Nightjet     | ein Zugpaar  | ÖBB       |
| NJ 468/469           | Wien – Wien Meidling – St. Pölten – Linz – Salzburg – | Rosenheim – München – Karlsruhe – Kehl – Strasbourg – Paris                                                                                                  | ÖBB Nightjet     | ein Zugpaar  | ÖBB       |
| NJ 446/447           | Wien – Wien Meidling – St. Pölten – Amstetten – Linz – Wels – Attnang-Puchheim – Salzburg – Innsbruck – Landeck-Zams – Bludenz – Feldkirch – Buchs – Bregenz | Wien – Wien Meidling – St. Pölten – Amstetten – Linz – Wels – Attnang-Puchheim – Salzburg – Innsbruck – Landeck-Zams – Bludenz – Feldkirch – Buchs – Bregenz | ÖBB Nightjet     | ein Zugpaar  | ÖBB       |
| EN 50462             | Budapest – Wien – Wien Meidling – St. Pölten – Linz – Wels – Salzburg –                                                                                      | Rosenheim – München Ost – Augsburg – Ulm – Göppingen – Stuttgart                                                                                             | Euronight        | ein Zugpaar  | MÁV       |
| EN 40462             | Budapest – Wien – Wien Meidling – St. Pölten – Linz – Wels – Salzburg –                                                                                      | Innsbruck – Landeck-Zams – Bludenz – Feldkirch – Buchs – Zürich                                                                                              | Euronight        | ein Zugpaar  | SBB, ÖBB  |

## Geschichte der Löwen

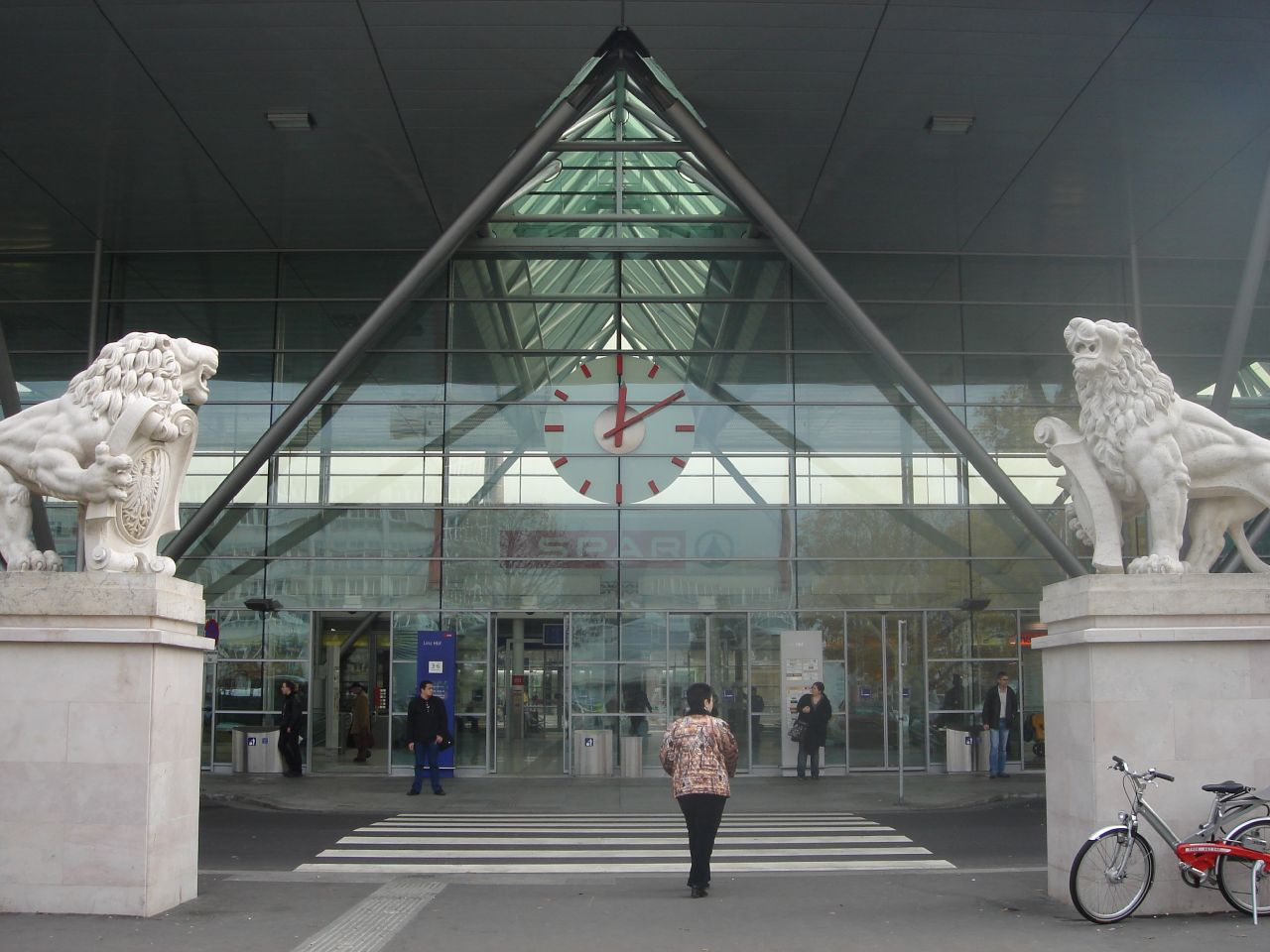
Die „Linzer Löwen“

Den Bereich vor dem Eingang des 2004 eröffneten Bahnhofgebäudes flankieren zueinandergewandt zwei wappentragenden Steinlöwen. Sie waren (etwa 1949 bis 21. Juli 2003) zuvor schon beidseits der Eingangstreppe so gestanden und wurden zu einem Wahrzeichen und Treffpunktort des Bahnhofs. Beide Figuren stammen von einem Auftrag (für vier Löwen) aus der Zeit des Nationalsozialismus (von etwa 1941) für die Brückenköpfe der Todtbrücke in Salzburg, die nach dem Zweiten Weltkrieg in Staatsbrücke umbenannt worden ist. Der aus Hallein stammende Bildhauer Jakob Adlhart hat nur zwei Figuren fertig gestellt, die nicht in Salzburg aufgestellt, sondern nach dem Krieg nach Linz verkauft und vor dem Bahnhof aufgestellt wurden. Auf Photogrammetrie (aus 2007, mit neuem Schild) basierende Nachbildungen aus PU-Hartschaum wurden auftrags der ÖBB für den Shopbereich im Bahnhof gefräst.

## Ansichten

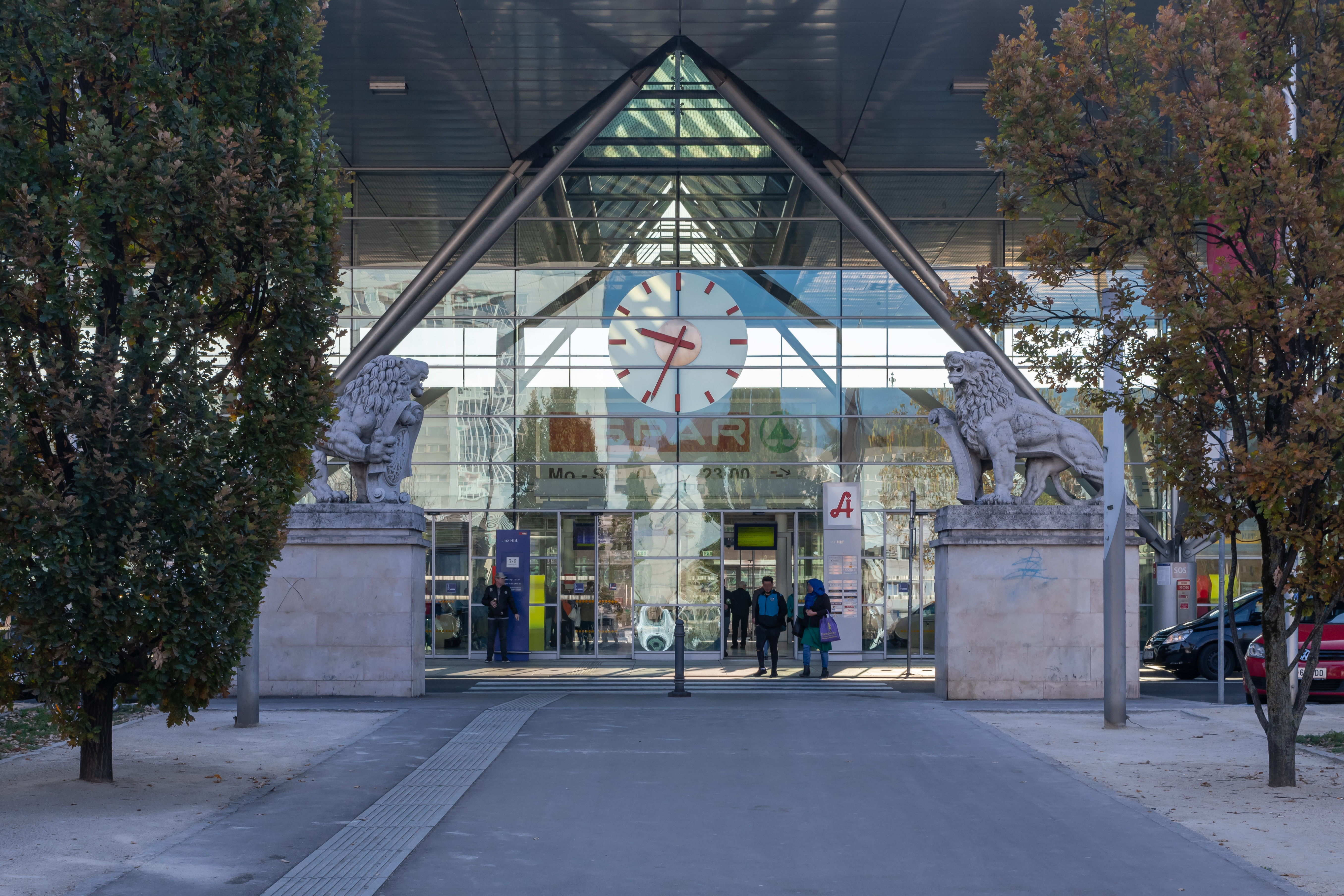
Haupteingang mit den Löwen
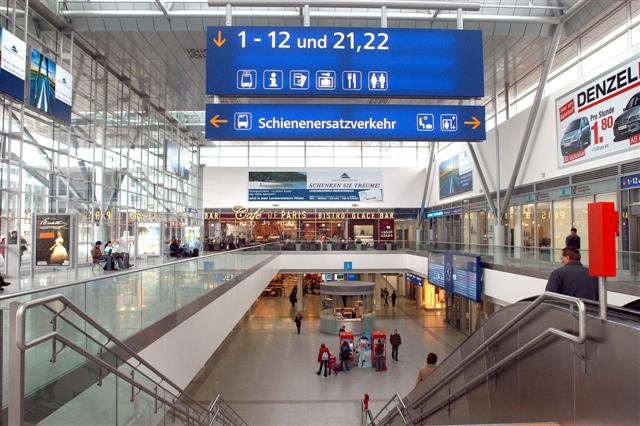
Obergeschoß
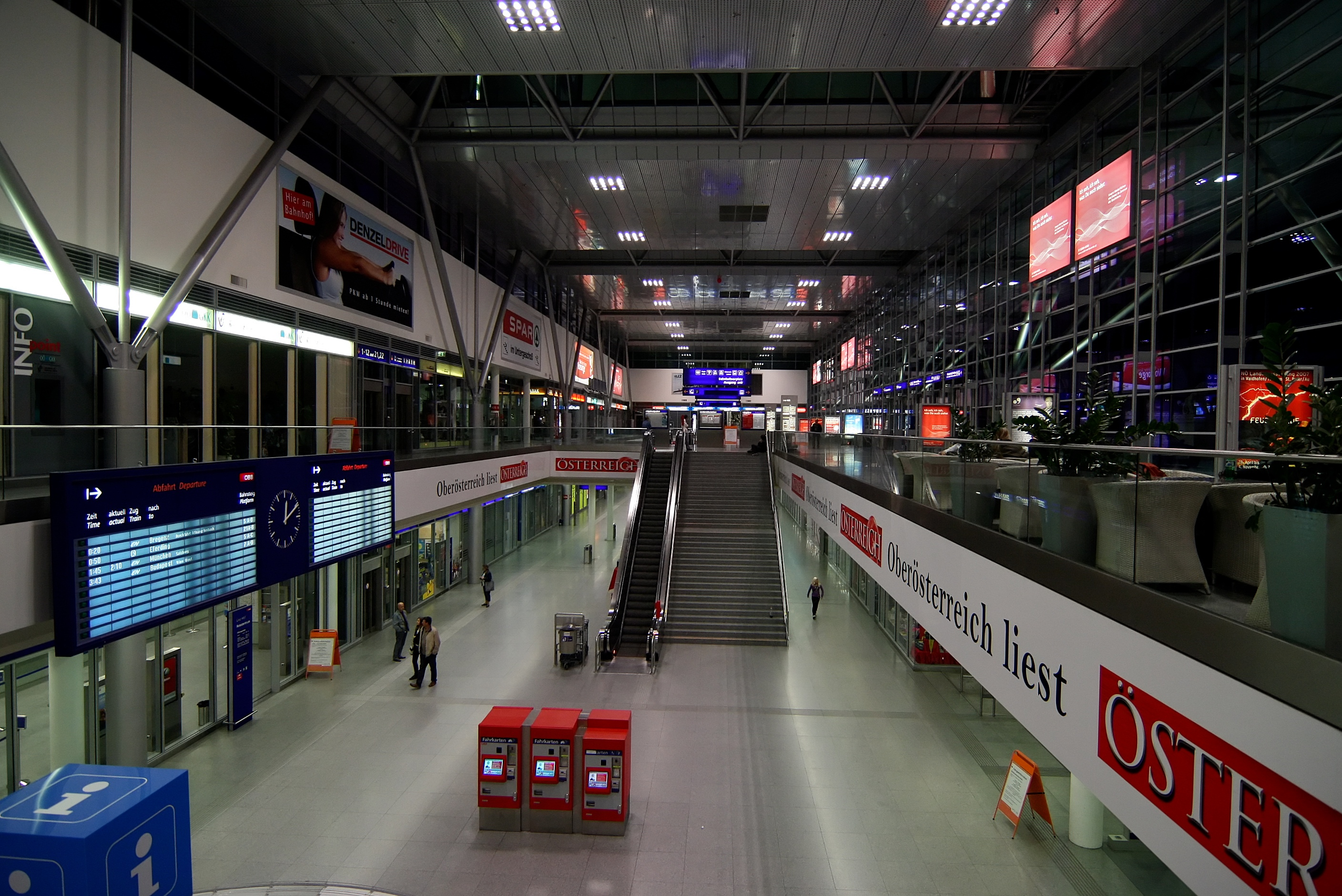
Obergeschoß mit Blick auf Erdgeschoß
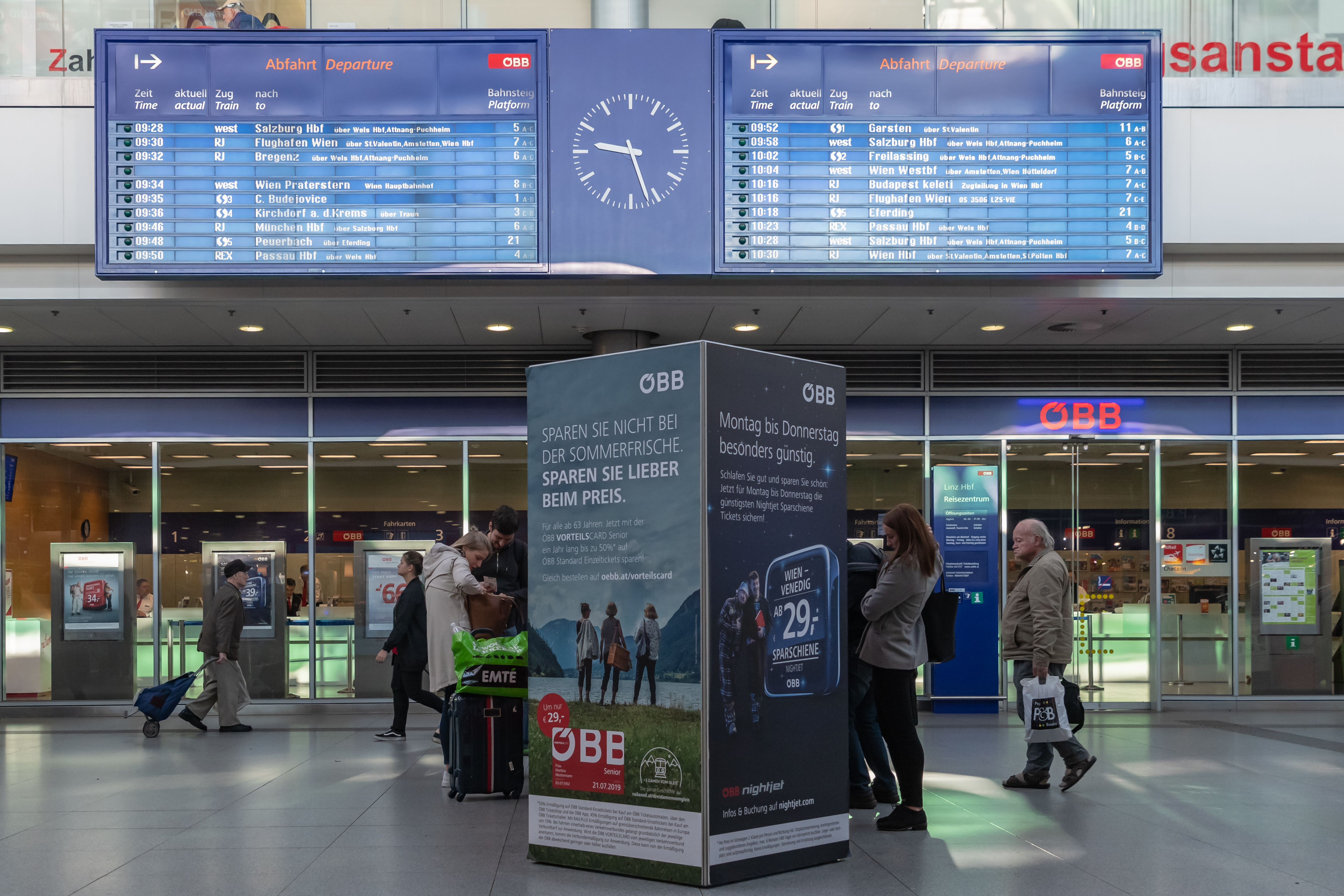
Fahrplananzeiger
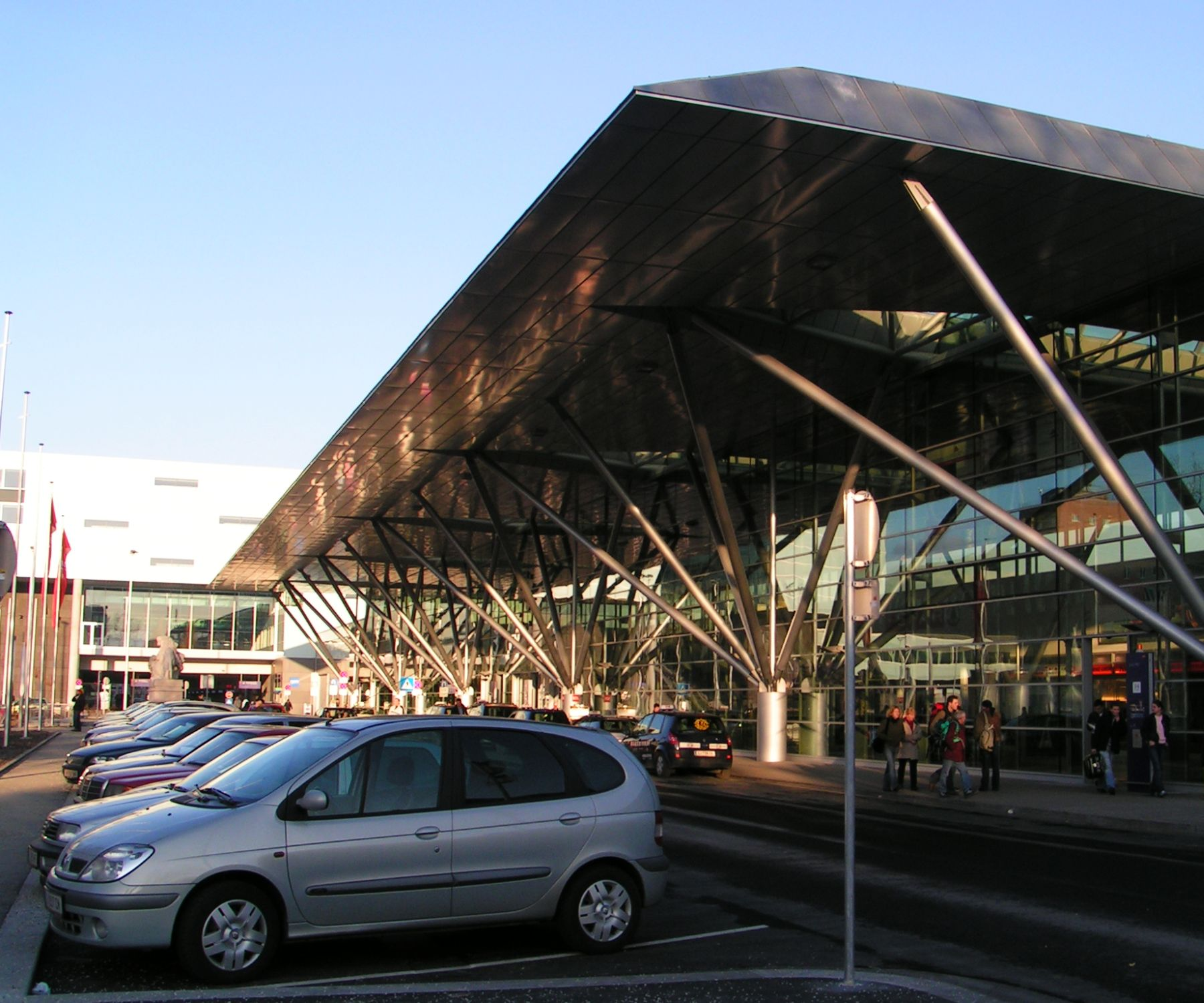
Fassade beim Haupteingang
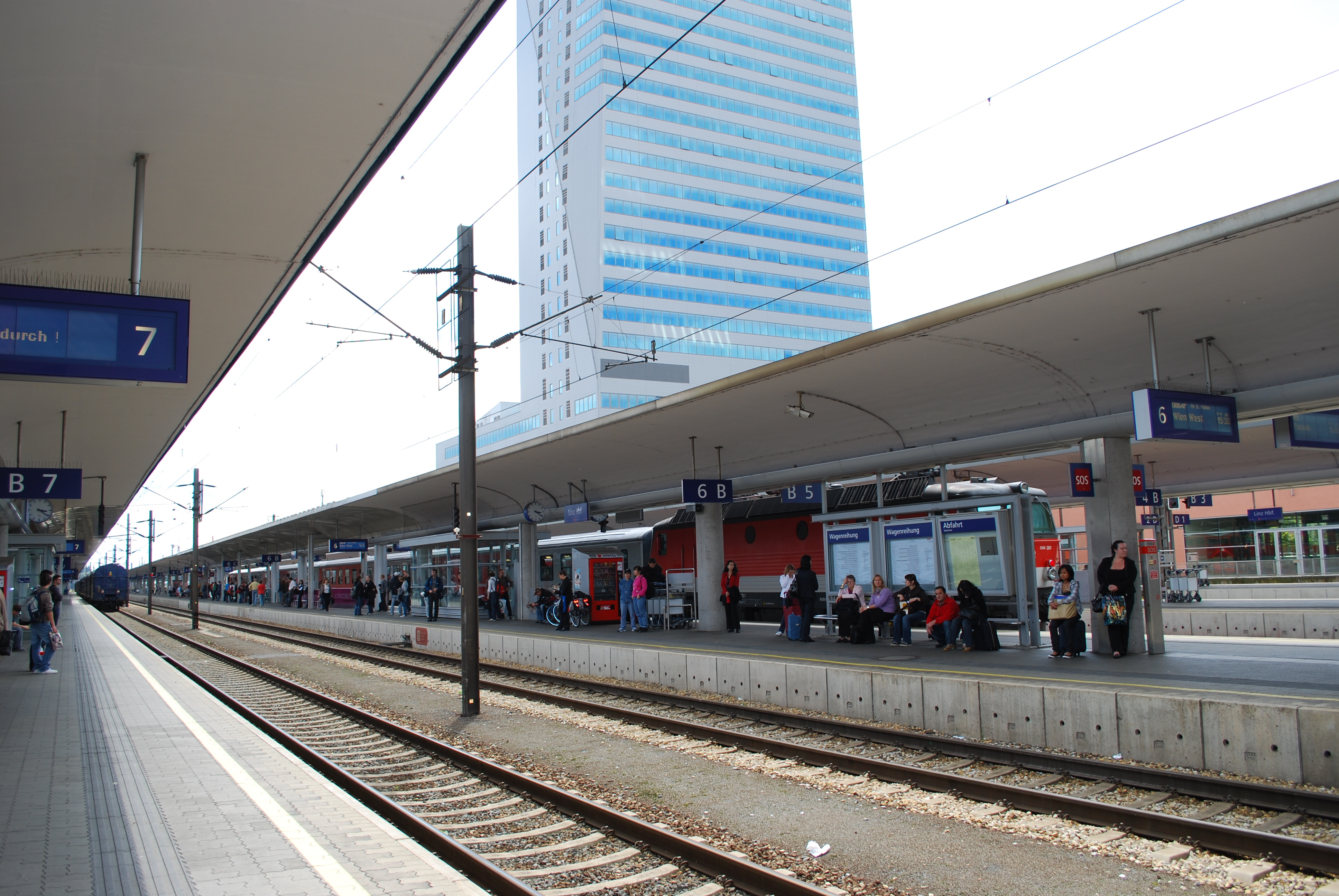
Bahnsteige des Linzer Hbf
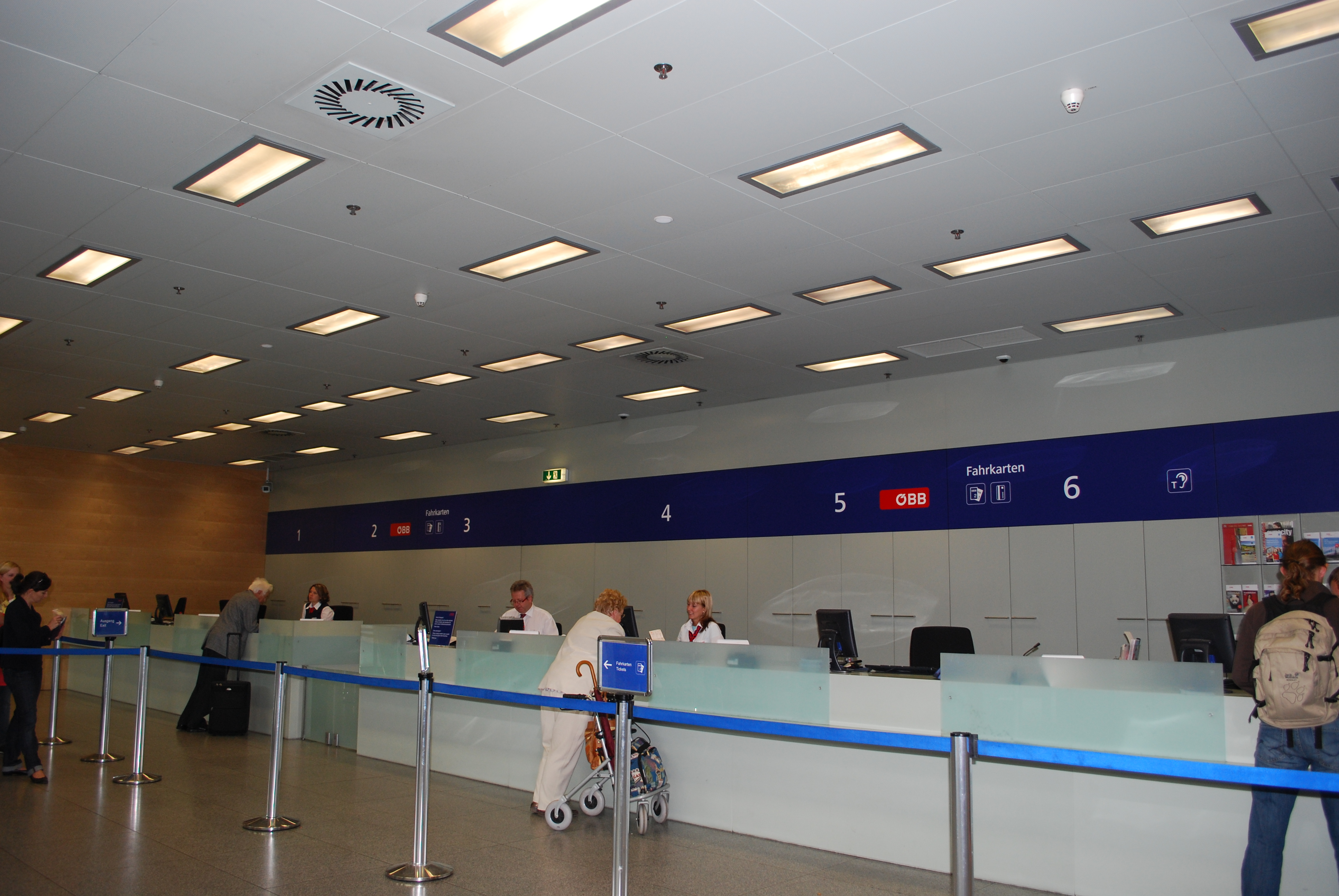
Reisezentrum Linz Hbf
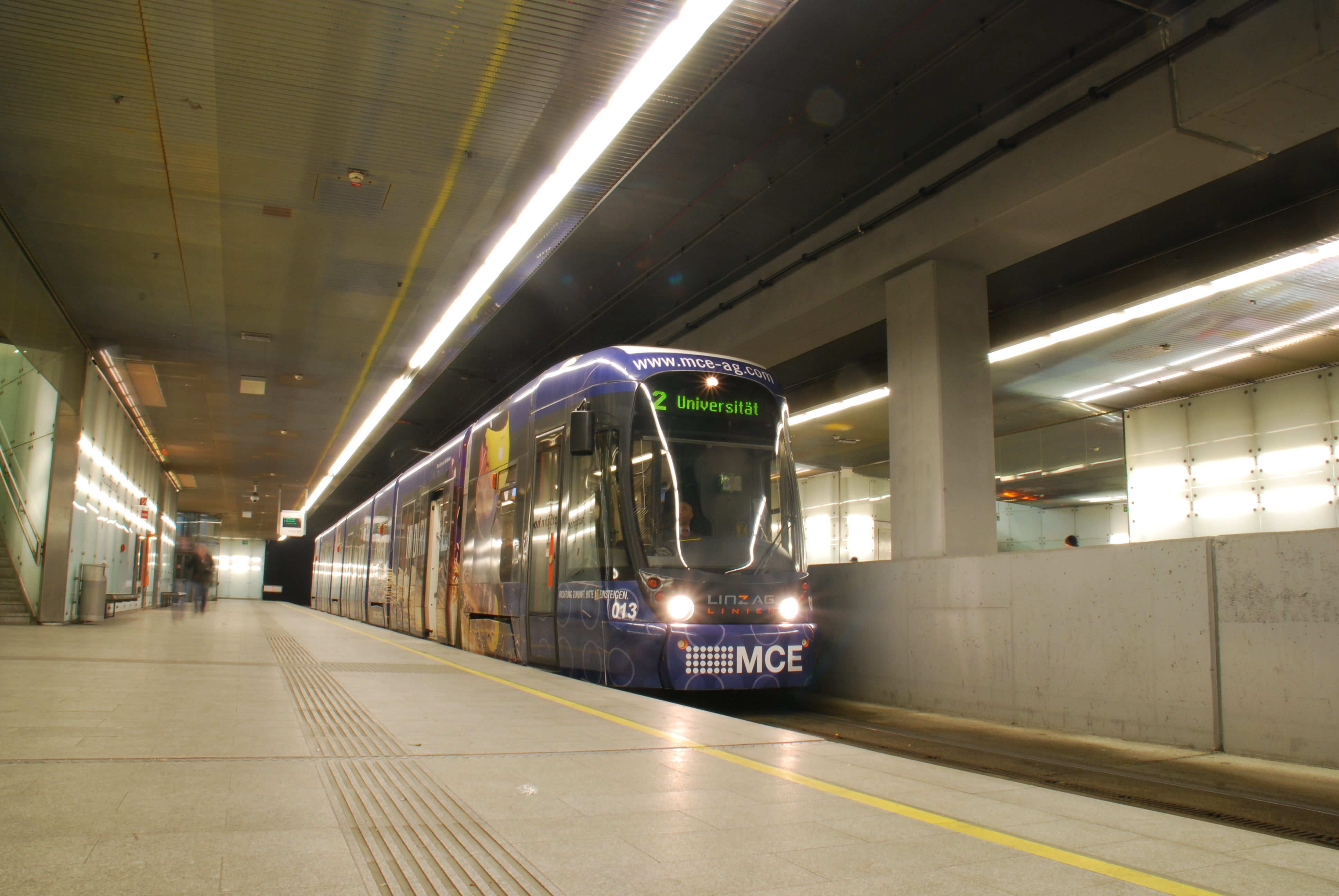
Cityrunner 013 in der Straßenbahnstation
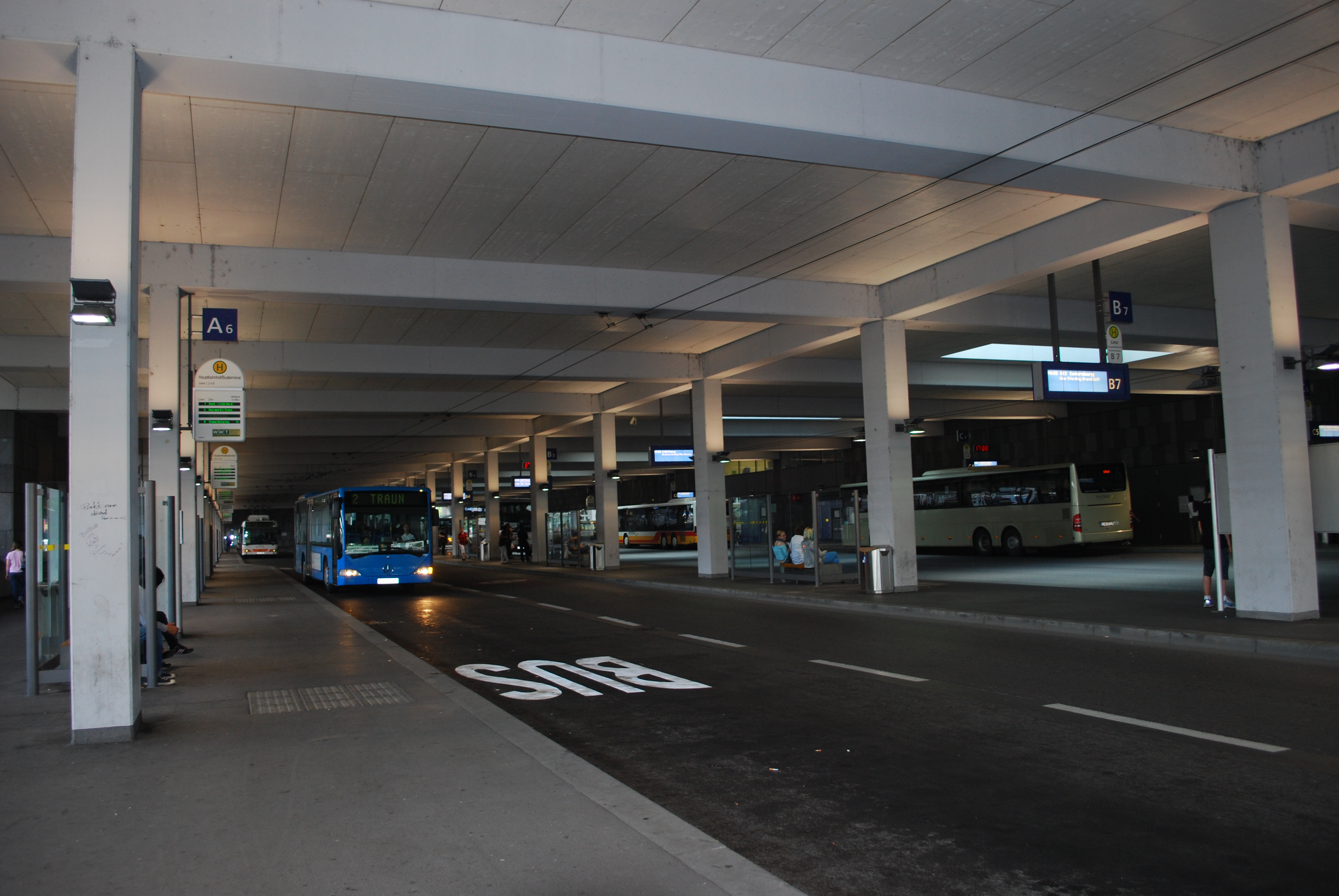
Busterminal